# 박승규 (언론인)
박승규(1966년 2월 18일 ~ )는 대한민국의 KBS 보도본부의 기자이다.

## 경력
- 1991년 KBS 공채 18기 기자 입사
- KBS 사회부 기자
- KBS 문화부 기자
- 2005년 KBS 보도국 베를린 특파원
- 2007년 ~ 2008년 KBS 노조위원장
- 2010년 KBS 보도국 사회팀장
- ~ 2011년 KBS 보도국 사회1부장
- 2011년 KBS 보도국 문화부장
- 2014년 KBS 보도국 취재주간 직무대리
- 2015년 KBS 스포츠국장
- KBS 보도본부 방송뉴스팀 기자
- 2023년 12월 ~ 2025년 1월 : KBS 비즈니스 사장